# 黄村地区
黄村地区是中华人民共和国北京市大兴区下辖的一个地区办事处，同时保留黄村镇名称，其行政事务机构实行“一套人马，两块牌子”的体制，地区办事处与镇政府合署办公。位于大兴区北部，京开高速公路、京沪铁路、京九铁路过境。

## 历史
黄村一带在汉朝便已成村。辽朝为析津府析津县招贤乡东綦里，至金朝因地处荒野而被称为荒村，元朝谐音为黄村:500（一说忽必烈认为“荒村”不雅而将其谐音为“皇村”，当地人不明其意而谓之“黄村”）。
1954年，大兴县政府由青云店迁至黄村。1956年设乡，1958年改称黄村人民公社，1984年改为黄村镇:500。
2000年，撤销芦城乡、孙村乡，并入黄村镇。
2001年3月2日，在大兴撤县设区的同时，原黄村镇行政区域内（旧大兴县城、黄村卫星城一带）新设兴丰街道办事处、林校路街道办事处和清源街道办事处，已将原芦城乡和孙村乡行政区域纳入的黄村镇自身则保留建制（清源街道后又析置出高米店街道）。
2009年7月31日，观音寺街道和天宫院街道成立后，黄村镇辖域除李营、前大营、西庄外基本上为原芦城乡和孙村乡所辖区域，黄村镇政府则位于清源街道辖区内。

## 行政区划
黄村地区下辖10个社区、52个村委会：
长丰园社区、明春西园社区、新凤社区、长丰园三区社区、兴盛街189号院社区、兴盛街187号院社区、康泰园社区、双高花园社区、郁花园三里社区、枣园尚城社区、李营村、前高米店村、后高米店村、小营村、李庄子村、南成庄村、西黄村、海户新村、三合庄村、饮马井村、海子角村、义和庄村、大庄村、埝坛村、韩园子村、前大营村、狼各庄西村、狼各庄东村、西庄村、高家铺村、狼垡一村、狼垡二村、狼垡三村、狼垡四村、立垡村、北程庄村、西芦城村、东芦城村、康庄村、鹅房村、佟场村、大洼村、宋庄村、后辛庄村、前辛庄村、太福庄村、周村、刘一村、刘二村、三间房村、辛店村、霍村、邢各庄村、西磁各庄村、东磁各庄村、王立庄村、桂村、李村、孙村、薄村、侯村和郭上坡村。